# Ребахизаврови
Ребахизаврови (Rebbachisauridae) е семейство зауроподи динозаври, известни от частични фосилни останки от кредата, открити в Южна Америка, Африка, Северна Америка, Европа и вероятно Централна Азия.